# Éclosion

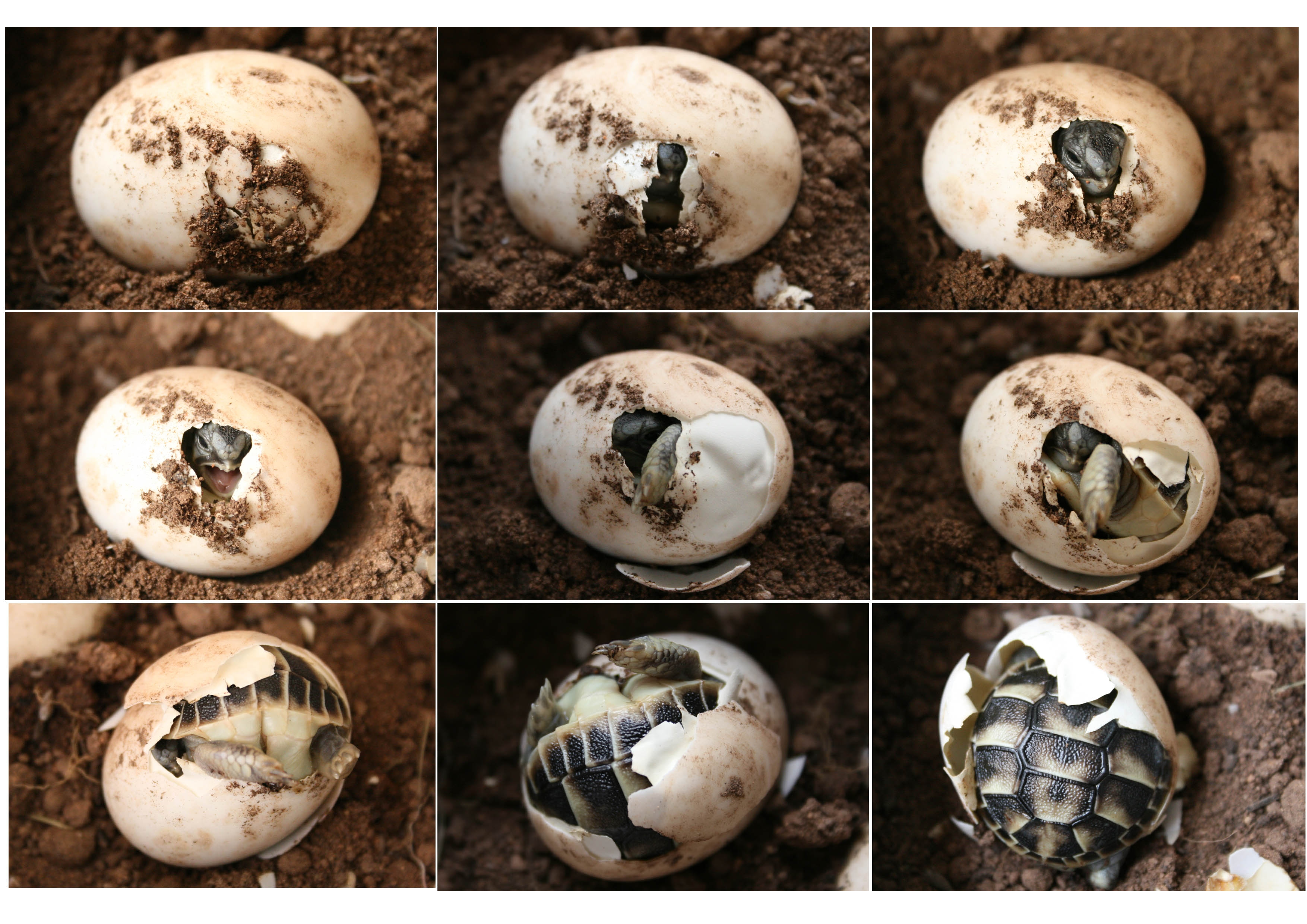
Éclosion d'un œuf de tortue.

Pour les articles homonymes, voir Éclosion (homonymie).
On parle d'éclosion lorsqu'un animal sort de son œuf ou lorsqu'une fleur ou une graine s'ouvre. Pour le faire, certains vertébrés possèdent un diamant.

## Poussins frappeurs
Sur le point d'éclore, un poussin martèle son œuf plus de 50 fois par minute. C'est ce que montrent les déformations de la coquille mesurées par interférométrie holographique.

## Adaptation du moment de l'éclosion
Chez certaines espèces, le moment de l'éclosion peut varier en fonction de l'environnement, et notamment de la présence de prédateurs. Les œufs de la rainette aux yeux rouges éclosent rapidement en cas d'attaque de la part de serpents (Leptodeira), permettant aux têtards de leur échapper et de rejoindre l'eau, où leurs chances de survie sont plus élevées. D'autres espèces d'amphibiens ont démontré une réponse similaire aux attaques par des prédateurs.
Une expérience d'exposition d’œufs de crustacés à leur prédateur (des salamandres) a mis en évidence la possibilité que les œufs détectent la signature chimique de leurs prédateurs pour provoquer le mécanisme d'éclosion précoce.